# Президент Туркменистана
Президент Туркменистана (туркм. Türkmenistanyň Prezidenti) является главой государства и главой исполнительной власти, высшим должностным лицом Туркменистана, выступает гарантом национальной независимости и статуса нейтралитета Туркменистана, территориальной целостности, соблюдения Конституции и международных соглашений. Он осуществляет высшую государственную власть в республике наряду с Меджлисом, Кабинетом министров и Верховным судом. Президент избирается непосредственно народом Туркменистана сроком на 7 лет и вступает в должность с момента принесения им присяги.
По оценке ОБСЕ и Госдепартамента США, выборы президента носят имитационный характер; на них отсутствует подлинный плюрализм и состязание кандидатов.

## История
Официальный выход Туркменистана из состава СССР произошёл 26 декабря 1991. В октябре того же года, Верховный Совет Туркменской ССР учредил пост президента республики, после чего функции Председателя Верховного совета ограничились до руководителя парламента. Несмотря на это, основные положения о президенте республики были введены только в новой Конституции 1992 года.
15 января 1994 года в Туркменистане состоялся всенародный референдум о продлении президентского срока Сапармурата Ниязова до 2002 года, который был одобрен 99,99 % избирателей, без проведения перевыборов в 1997 году. Планируемые президентские выборы в 2002 году по итогу так и не состоялись, так как в 1999 году для президента Ниязова было отменено ограничение срока правления, а 8 августа 2002 года он был официально объявлен пожизненным президентом государства Меджлисом Туркменистана, тем самым необходимость в проведении очередных выборов полностью отпала.
После кончины Ниязова в 2006 году новым лидером страны более 15 лет являлся Гурбангулы Бердымухамедов.
В сентябре 2016 года Парламент Туркменистана принял новые поправки в Конституцию Туркменистана, среди которых была отмена ограничения на срок полномочий президента, позволившая Бердымухамедову баллотироваться на третий срок. Также было снято верхнее возрастное ограничение в 70 лет для избрания президентом и увеличен срок полномочий с пяти до семи лет.

## Полномочия
Согласно статье 53 Конституции Туркменистана президент Туркменистана:
1. проводит в жизнь Конституцию и законы;
2. руководит осуществлением внешней политики, представляет Туркмению в отношениях с другими государствами, назначает и отзывает послов и других дипломатических представителей Туркменистана в иностранных государствах, при межгосударственных и международных организациях, принимает верительные и отзывные грамоты дипломатических представителей иностранных государств;
3. является Верховным Главнокомандующим Вооружёнными Силами Туркменистана, отдаёт распоряжения о всеобщей или частичной мобилизации, использовании Вооружённых Сил, изменении их мест дислокации, приведении их в боевое состояние, назначает высшее командование Вооружённых Сил, руководит деятельностью Совета государственной безопасности Туркменистана;
4. формирует и возглавляет Государственный совет безопасности Туркменистана, статус которого определяется законом;
5. утверждает программы и основные направления политического, экономического и социального развития страны;
6. представляет на рассмотрение и утверждение Меджлиса Государственный бюджет и отчёт о его исполнении;
7. подписывает законы; вправе не позднее чем в двухнедельный срок, используя право отлагательного вето, возвратить закон со своими возражениями в Меджлис для повторного обсуждения и голосования. Если Меджлис большинством в две трети голосов депутатов подтвердит ранее принятое им решение, президент Туркменистана подписывает закон. Президент Туркменистана не обладает правом отлагательного вето в отношении законов об изменениях и дополнениях в Конституцию;
8. образует Центральную комиссию по выборам и проведению референдумов в Туркменистане, вносит изменения в её состав;
9. назначает даты проведения референдумов, вправе досрочно созвать сессию Меджлиса;
10. решает вопросы о приёме в гражданство и выхода из гражданства Туркменистана, предоставления убежища;
11. награждает орденами и другими наградами Туркменистана, присваивает почётные, воинские, иные специальные государственные звания и отличия;
12. с согласия Меджлиса назначает и освобождает от должности председателя Верховного казыета, Генерального прокурора, министра внутренних дел, министра юстиции;
13. осуществляет помилование и амнистию;
14. вводит в интересах обеспечения безопасности граждан чрезвычайное положение на всей территории или в отдельных местностях Туркменистана. Режим чрезвычайного положения регламентируется соответствующим законом Туркменистана;
15. решает другие вопросы, отнесённые к его ведению Конституцией и законами.

## Порядок избрания и прекращения полномочий
Требования, предъявляемые к кандидатам в президенты Туркменистана:
- родившийся в Туркменистане;
- владеющий туркменским языком;
- не моложе 40 лет;
- в течение предшествующих 15 лет постоянно проживающий в Туркменистане;
- работающий в государственных органах, общественных организациях и отраслях народного хозяйства (статья 51 Конституции).

Президент избирается всеобщим прямым тайным голосованием сроком на семь лет (статья 52 Конституции). Количество президентских сроков не ограничено.
Полномочия президента Туркменистана могут быть прекращены (статья 75 Конституции) в случае:
- невозможности выполнения им своих обязанностей по болезни. Меджлис на основании заключения создаваемой им независимой медицинской комиссии принимает решение о досрочном освобождении президента от должности. Такое решение принимается не менее чем двумя третями депутатов Меджлиса.
- В случае нарушения президентом Конституции и законов Меджлис может выразить недоверие президенту. Вопрос о недоверии может быть рассмотрен по требованию не менее чем двух третей депутатов Меджлиса. Решение о недоверии президенту принимается не менее чем тремя четвертями голосов депутатов Меджлиса. Вопрос о смещении президента с должности выносится на референдум.

Если президент по тем или иным причинам не может исполнять свои обязанности, впредь до избрания нового президента на основании решения Государственного совета безопасности на должность временно исполняющего обязанности президента Туркменистана назначается один из заместителей председателя Кабинета Министров Туркменистана. Выборы президента в этом случае должны быть проведены не позднее 60 дней со дня перехода его полномочий к временно исполняющему обязанности президента. Исполняющий обязанности президента не имеет права баллотироваться в президенты (статья 58).

## Резиденции

Дворец Туркменбаши — бывшая резиденция президента Туркменистана

Президентский дворец «Огузхан» является главной резиденцией и рабочим местом президента Туркменистана, который располагается на площади Независимости в Ашхабаде. Различные залы дворца используются для приёма иностранных лидеров, подписания президентских указов, пресс-конференций и для проведения различных встреч и культурных мероприятий.
Бывший президент Сапармурат Ниязов также владел особняком в Арчабиле, расположенном в 28 км от Ашхабада.

## Список президентов Туркменистана
| № | Срок | Президенты      | Президенты                                                                              | Начало полномочий | Окончание полномочий                 | Длительность    | Партия    |
| - | ---- | --------------- | --------------------------------------------------------------------------------------- | ----------------- | ------------------------------------ | --------------- | --------- |
| 1 | 1    |                 | Сапармурат Атаевич Ниязов туркм. Saparmyrat Ataýewiç Nyýazow                            | 27 октября 1990   | 21 июня 1992                         | 5534 дней       | КПСС      |
| 1 | 2    | 21 июня 1992    | Сапармурат Атаевич Ниязов туркм. Saparmyrat Ataýewiç Nyýazow                            | 15 января 1994    | Демократическая партия Туркменистана | 5534 дней       |           |
| 1 | 3    | 15 января 1994  | Сапармурат Атаевич Ниязов туркм. Saparmyrat Ataýewiç Nyýazow                            | 28 декабря 1999   | Демократическая партия Туркменистана | 5534 дней       |           |
| 1 | 4    | 28 декабря 1999 | Сапармурат Атаевич Ниязов туркм. Saparmyrat Ataýewiç Nyýazow                            | 21 декабря 2006   | Демократическая партия Туркменистана | 5534 дней       |           |
| 2 | и.о. |                 | Гурбангулы Мяликгулыевич Бердымухамедов туркм. Gurbanguly Mälikgulyýewiç Berdimuhamedow | 21 декабря 2006   | Демократическая партия Туркменистана | 14 февраля 2007 | 5567 дней |
| 2 | 1    | 14 февраля 2007 | Гурбангулы Мяликгулыевич Бердымухамедов туркм. Gurbanguly Mälikgulyýewiç Berdimuhamedow | 12 февраля 2012   | Демократическая партия Туркменистана |                 | 5567 дней |
| 2 | 2    | 12 февраля 2012 | Гурбангулы Мяликгулыевич Бердымухамедов туркм. Gurbanguly Mälikgulyýewiç Berdimuhamedow | 12 февраля 2017   | Демократическая партия Туркменистана |                 | 5567 дней |
| 2 | 3    | 12 февраля 2017 | Гурбангулы Мяликгулыевич Бердымухамедов туркм. Gurbanguly Mälikgulyýewiç Berdimuhamedow | 19 марта 2022     | Демократическая партия Туркменистана |                 | 5567 дней |
| 3 | 1    |                 | Сердар Гурбангулыевич Бердымухамедов туркм. Serdar Gurbangulyýewiç Berdimuhamedow       | 19 марта 2022     | Демократическая партия Туркменистана | действующий     | 1246 дней |

### Комментарии
1. ↑  до 2016 года — по 5 лет, не более 2-х сроков подряд
2. ↑  Скончался в должности